# Mydidae
Mydidae Bezzi, 1903, è una famiglia di Insetti dell'ordine dei Ditteri (Brachycera: Asiloidea), comprendente circa 460 specie. L'aspetto più interessante di questa famiglia è la notevole dimensione degli esemplari di alcune sue specie, fatto inconsueto fra i Ditteri: in particolare, la specie brasiliana Mydas heros, con 6 cm di lunghezza del corpo e un'apertura alare di ben 10 cm, è ritenuta il dittero vivente più grande.

## Descrizione
Gli adulti dei Mydidae sono insetti di medie o grandi dimensioni, con corpo pubescente, privo di setole ad eccezione delle zampe, e con livrea dai colori variabili, fra i quali si annoverano spesso il nero, il rosso, il giallo e il bianco. In diverse specie si riscontra il mimetismo batesiano, con l'imitazione delle vespe.
Il capo è isodiametrico, con profilo facciale convesso nella maggior parte della famiglia, appiattito nelle forme più primitive. Gli occhi sono grandi e sono presenti tre ocelli. Le antenne sono composte da 3-4 articoli, secondo la struttura del flagello: nelle forme più primitive, il flagello è ridotto al terzo antennomero, mentre nella maggior parte della famiglia è biarticolato; in questo caso, il flagellomero distale la forma di una clava. L'apparato boccale è di tipo succhiante-lambente, con palpi mascellari rudimentali o assenti e labbro inferiore terminante in un labello carnoso; in genere corto, ma in alcune specie primitive si presenta molto più lungo del capo.
Le zampe presentano caratteristiche distintive nel terzo paio superiore: queste ultime sono più lunghe delle altre, hanno il femore ingrossato, percorso da spine nel suo lato dorsale, e le tibie portano all'apice uno sperone o delle setole. Le ali ben sviluppate, in fase di riposo ripiegate orizzontalmente sull'addome e reciprocamente sovrapposte.
L'addome ha una forma cilindrica, nel maschio progressivamente più stretta in senso cefalo-caudale, nella femmina affusolata, con la maggiore larghezza in corrispondenza degli uriti intermedi. L'ottavo urotergo del maschio presenta il margine posteriore marcatamente concavo. Nella femmina l'estremità dell'addome termina con processi spinosi.

### Nervatura alare
La nervatura alare presenta affinità con quella degli Apioceridae. Nonostante l'eterogeneità, sono ricorrenti alcune peculiarità che si identificano, in sostanza, nella conformazione delle ramificazioni del settore radiale (Rs), dei primi rami della media e della prima cellula basale (br). Le frequenti anastomosi terminali che coinvolgono i rami della radio e della media determinano la presenza di cellule chiuse supplementari rispetto a quelle ordinariamente presenti nei Brachiceri inferiori, ma complicano l'interpretazione e l'identificazione di alcune vene.
La costa non si estende per l'intero margine, ma si interrompe prima dell'apice dell'ala, in corrispondenza della confluenza dell'ultimo ramo della radio o dei primi rami della media. La subcosta è bene evidente e termina in corrispondenza del punto intermedio del margine costale o della metà distale.
La radio si divide in quattro ramificazioni, con R2+3 indivisa, e con una conformazione abbastanza singolare e simile a quella delle ali degli Apioceridae. Il ramo anteriore (R1) tende a posizionarsi parallelamente al margine costale nella metà distale, per poi confluirvi prima dell'apice dell'ala. Il settore radiale è molto breve e si prolunga nel tratto basale del ramo R4+5. I tre rami del settore radiale (R2+3, R4 e R5 subiscono una netta curvatura in avanti e convergono verso il margine costale, anteriormente rispetto all'apice dell'ala. La terminazione può variare, ma in genere le tre branche confluiscono separatamente su R1; talvolta R4 e R5 si ricongiungono prima di terminare su R1 (Microdetus dentitarsis). Il ramo R5 può anche terminare sulla costa, a breve distanza dalla terminazione di R1 (Miltinus). Un altro elemento morfologico che si riscontra in diversi generi è la presenza di un moncone posizionato sulla biforcazione R4+5 o alla base di R4, interpretato come abbozzo di vena settoriale (r-r) o come rudimento della vena R3.
La media presenta in genere le quattro ramificazioni, ma le anastomosi o la fusione in tratti comuni e la complessa struttura della cellula discale ne rendono spesso difficile l'identificazione. La caratteristica più evidente è la marcata curvatura in avanti di M1 e M2, che tendono ad anastomizzarsi e convergere in punti diversi ma sempre anteriormente rispetto all'apice dell'ala.
Il ramo M1, secondo la specie o il genere, può avere differenti configurazioni. Quando è evidente, emerge dal vertice anteriore distale della cellula discale, ha un breve percorso curvilineo e confluisce su R5; in altri casi risulta scomparso oppure, secondo una differente interpretazione, fuso con il sistema R4+5. Questa variabilità è dovuta alla complessità della connessione fra il sistema radiale e il sistema mediale. Questa connessione, nella morfologia alare dei Brachiceri inferiori, è in genere svolta dalla radio-mediale (r-m), una breve vena che collega il tratto basale di R4+5 al margine anteriore della cellula discale o, in assenza di questa, al tratto basale di M1+2. A questa connessione si aggiunge talvolta la convergenza di R5 e M1 in un tratto terminale comune, con conseguente chiusura della prima cellula posteriore (r5). Nei Mydidae, si possono verificare tre differenti casi:
1. Presenza di una radio-mediale che connette il tratto R4+5 alla cellula discale in prossimità della zona mediana di quest'ultima e di una seconda vena che trae origine dal vertice anteriore-distale della cellula discale e confluisce su R5 (es. Megascelus, Dolichogaster). Questa seconda vena è in genere interpretata come vena M1. La morfologia, in questo caso, è affine a quella di altri Asiloidea, come alcuni asilidi e alcuni bombilidi, nei quali si ha la confluenza di M1 e M2 in un ramo terminale comune.
2. Assenza di una radio-mediale prossimale e presenza di una vena che collega il vertice anteriore-distale della cellula discale al ramo R4+5 prima o in corrispondenza della sua biforcazione (es. Mydas, Rhopalia, Rhaphiomidas). In questo caso la vena è interpretata come una radio-mediale spostata in posizione distale - caso inconsueto fra i Ditteri - e la vena M1 si considera scomparsa.
3. Assenza di una radio-mediale prossimale; la vena R4+5 interseca il vertice anteriore-distale della cellula discale per poi separarsi e biforcarsi (es. Leptomydas, Eremomidas). Questo caso è interpretato con due ipotesi alternative. La prima ipotesi spiega l'intersezione come una riduzione estrema della lunghezza della radio-mediale, che si considera perciò scomparsa; analogamente all'interpretazione del caso precedente, il ramo M1 è assente. La seconda ipotesi spiega l'intersezione come una fusione del ramo M1 con il tratto terminale di R4+5.

Il ramo M2 trae origine, in genere, da una biforcazione M2+3 che emerge dal vertice posteriore distale della cellula discale. Il percorso di M2 è nettamente curvilineo: procede parallelamente al margine dell'ala dirigendosi in avanti, oltrepassa l'apice dell'ala e confluisce in genere in prossimità della fine della costa, a breve distanza dalla terminazione di R1, oppure direttamente su R1.
Il ramo M3, che trae origine dalla biforcazione M2+3, ha un percorso generalmente breve e converge su M4. Quest'ultimo ramo trae origine dal vertice posteriore prossimale della cellula discale e si dirige verso il margine posteriore. La fusione M3+4 può avere due differenti conformazioni: in genere si manifesta con un tratto terminale comune che confluisce sul margine posteriore, ma in alcuni generi questo tratto può scomparire (es. Leptomydas, Eremomidas). In questo caso il sistema M3+4 assume la fisionomia di una vena ad andamento curvilineo che si posiziona sotto la cellula discale collegandone due vertici.
La cubito e l'anale, infine, convergono anch'esse in un breve tratto comune che termina sul margine posteriore. Anche in questo caso può verificarsi la scomparsa del tratto terminale senza raggiungere il margine (Eremomidas).
La conformazione delle cellule può variare in relazione ai differenti percorsi e alle anastomosi della venulazione radiale e mediale, ma si possono individuare degli elementi morfologici ricorrenti. La cellula marginale e la prima submarginale sono sempre chiuse dalla confluenza di R2+3 e di R4 su R1, mentre la seconda submarginale è aperta solo quando R5 confluisce direttamente sul margine. La cellula discale è sempre presente e può avere la tipica conformazione pentagonale oppure la forma di un romboide allungato e posizionato obliquamente rispetto all'asse dell'ala. Le cellule posteriori, da r5 a m4, sono in numero variabile da 2 a 5 in relazione alla struttura e alla conformazione delle ramificazioni della media. In generale, la prima posteriore (r1), la seconda (m1) e la quarta (m3) sono chiuse e si posizionano circondando completamente la parte distale della cellula discale. La cellula anale (cup) è sempre chiusa. Una caratteristica tipica di molti Mydidae è la conformazione della prima basale (br): quando la radio-mediale è assente o spostata sul vertice anteriore distale della cellula discale, la prima basale ha un notevole sviluppo longitudinale, estendendosi per tutta la lunghezza della seconda basale e della discale.
In definitiva, le peculiarità della venulazione dell'ala dei Mydidae ne rende facile il riconoscimento, unitamente alla conformazione delle antenne e dei femori posteriori. Ad un esame superficiale la nervatura alare di questa famiglia può essere confusa solo con quella degli Apioceridae, i quali presentano però un percorso indipendente dei rami della media, che terminano sempre dopo l'apice dell'ala.

## Biologia
La biologia dei Mydidae è strettamente affine a quella degli Apioceridae. Le larve vivono in genere in suoli sciolti e asciutti, a volte nel legno in decomposizione, e si sviluppano predando stadi giovanili di altri insetti, spesso coleotteri. L'impupamento avviene sotto la superficie del terreno e al termine della ninfosi l'adulto, in fase farata emerge fino alla superficie per sfarfallare nelle ore più calde.
Gli adulti maschi sono glicifagi e si alimentano succhiando il nettare dei fiori, oppure non si nutrono a causa dell'atrofia dell'apparato boccale. Le femmine non si nutrono e per svolgere le funzioni riproduttive sfruttano le riserve adipose accumulate nell'addome nel corso dello sviluppo postembrionale.
L'habitat tipico è rappresentato da ecosistemi aperti a clima caldo e arido, perciò i Mydidae si rinvengono prevalentemente nei deserti e nelle steppe delle regioni tropicali e subtropicali. Un certo numero di specie è in ogni modo adattato a colonizzare ambienti più umidi, come la foresta pluviale tropicale.

## Sistematica e filogenesi
Il riordino della sistematica dei Mydidae risale agli anni sessanta ad opera di BEQUAERT, che suddivise la famiglia in tre sottofamiglie: Diochlistinae, Mydinae, Syllegomydinae.
Fra il 1971 e il 1974, PAPAVERO & WILCOX definirono sei nuove sottofamiglie, portando a 9 il numero complessivo.
Nel 1996 YEATES & IRWIN riscontrarono la natura parafiletica della famiglia Apioceridae e spostarono, di conseguenza, il genere Raphiomidas e la sottofamiglia Megascelinae nella famiglia dei Mydidae, definendo perciò due nuove sottofamiglie, Raphiomidinae e Megascelinae.
L'attuale classificazione, basata sulle revisioni dei sopracitati Autori, comprende circa 460 specie ripartite fra 65 generi con la suddivisione in 11 sottofamiglie. Da questo schema tassonomico sono escluse 7 specie, classificate come incertae sedis:
- Anomalomydinae. 2 specie appartenenti al genere Anomalomydas.
- Apiophorinae. Circa 30 specie ripartite fra 5 generi: Apiophora, Eumydas, Midacritus, Miltinus, Paramydas.
- Cacatuopyginae. 6 specie ripartite fra due generi, Cacatuopyga e Charimydas.
- Diochlistinae. 20 specie ripartite fra 2 generi, Diochlistus e Mitrodetus.
- Ectyphinae. 11 specie ripartite fra 4 generi: Ectyphus, Heteromydas, Opomydas, Parectyphus.
- Leptomydinae. 45 specie ripartite fra 6 generi: Eremomidas , Hessemydas, Leptomydas, Nemomydas, Plyomydas, Pseudonomoneura.
- Megascelinae. 14 specie ripartite fra 3 generi: Megascelus, Neorhaphiomidas, Tongamya.
- Mydinae. Circa 85 specie ripartite fra 12 generi: Baliomydas, Ceriomydas, Chrysomydas, Dolichogaster, Gauromydas, Mapinguari, Messiasia, Mydas, Phyllomydas, Protomydas, Stratiomydas, Utinga.
- Rhapiomidinae. 22 specie appartenenti al solo genere Rhaphiomidas.
- Rhopaliinae. 21 specie ripartite fra 4 generi: Perissocerus, Pseudorhopalia, Rhopalia, Rhopaliana.
- Syllegomydinae. Circa 200 specie ripartite fra 25 generi: Afroleptomydas, Afromydas, Agaperemus, Arenomydas, Cephalocera, Cephalocerodes, Eremohaplomydas, Halterorchis, Haplomydas, Heteroleptomydas, Hispanomydas, Lachnocorynus, Mahafalymydas, Mimadelphus, Mydaselpis, Namadytes, Namibimydas, Neolaparopsis, Nomoneura, Nomoneuroides, Nothomydas, Notosyllegomydas, Oreomydas, Syllegomydas, Vespiodes.

Sotto l'aspetto filogenetico, sia l'analisi morfologica sia quella molecolare mettono in evidenza una stretta relazione filogenetica fra gli Apioceridae e i Mydidae, ma resta controversa la collocazione nell'albero cladistico in relazione al clade dei Terevoidi (Therevidae + Scenopinidae + Apsilocephalidae + Evocoidae) e a quello degli Asilidae.
Di questa famiglia si conosce una sola specie fossile, Mydas miocenicus, risalente all'Oligocene, e Cretomydas santanensis, risalente al Cretaceo inferiore. Alcuni elementi fanno tuttavia ritenere che l'origine di questa famiglia risalga al Giurassico, prima che iniziasse lo smembramento del Gondwana:
- la stretta correlazione filogenetica con il genere Apiocera, la cui distribuzione è di tipo pangeico;
- la presenza di tre sottofamiglie a diffusione di tipo Gondwanico, di cui una riguardante anche il continente africano.

## Distribuzione
La famiglia dei Mydidae ha un areale che comprende tutte le regioni zoogeografiche della Terra ad eccezione dell'Antartide. La distribuzione è tuttavia zonale, con netta prevalenza delle aree aride o semiaride delle regioni temperate calde e tropicali: la presenza dei Mydidae è infatti rara oltre i 40° di latitudine e diminuisce sensibilmente verso l'Equatore. La maggiore concentrazione di Mydidae si ha nella regione afrotropicale, con circa 200 specie, per la maggior parte distribuite fra il Sudafrica, la Namibia e il Mozambico.
Facendo riferimento alle sottofamiglie, il maggior grado di biodiversità si riscontra nella regione neotropicale con 6 sottofamiglie, seguita dalle regioni afrotropicale e australasiana, con 5 sottofamiglie. Nel Neartico e nel Paleartico sono rappresentate rispettivamente 4 e 3 sottofamiglie, mentre nella regione orientale è quella più povera di specie.
Degna di nota è la diffusione di tipo gondwanico di tre sottofamiglie, per quanto tale disgiunzione geografica non si rilevi a livello di genere: gli Apiophorinae comprendono cinque generi di cui tre endemici del Cile (Apiophora, Midacritus, Paramydas), uno del Brasile (Eumydas) e uno dell'Australia (Miltinus); i Diochlistinae comprendono due generi endemici rispettivamente della Patagonia (Mitrodetus) e dell'Australia (Diochlistus); infine, i Megascelinae, uno dei gruppi più primitivi, comprendono tre generi presenti rispettivamente in Cile (Megascelus), in Australia (Neorhaphiomidas) e nel sud del continente africano (Tongamya).
In Europa sono segnalate solo cinque specie appartenenti a due generi: Leptomydas , con 4 specie, e Hispanomydas, con una specie.
In Italia sono presenti due sole specie: Leptomydas sardous, presente in Sardegna, e Leptomydas rufipes, presente solo in Sicilia.